# Kolsås

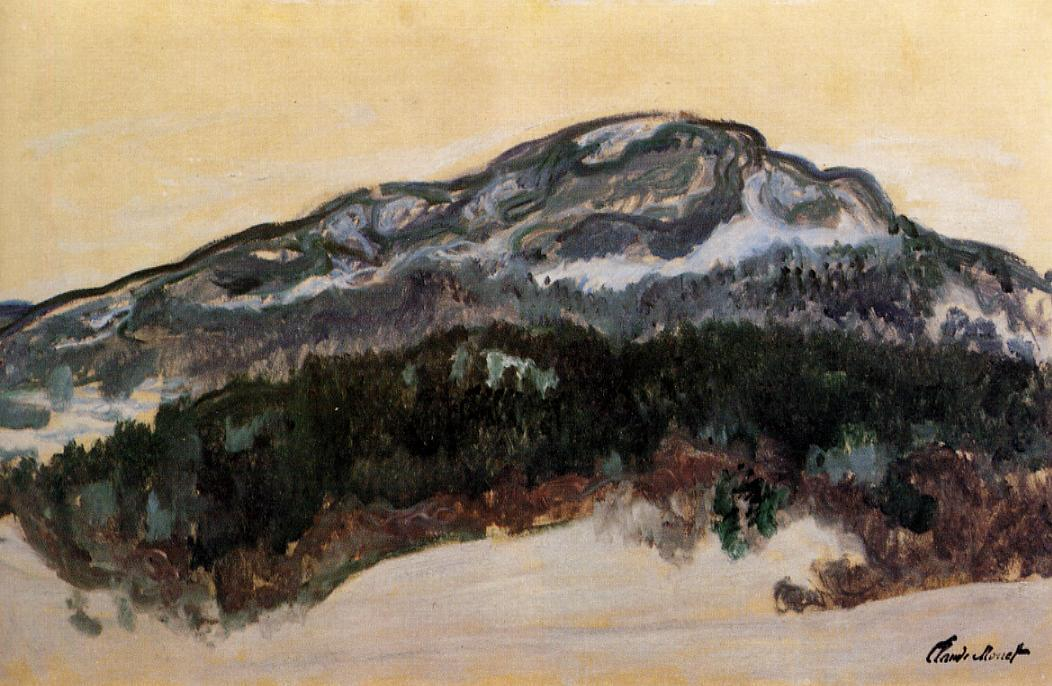
Le Mont Kolsaas en Norvège, Claude Monet, huile sur toile, 65 x100 cm, Musée Marmottan-Monet, Paris, France

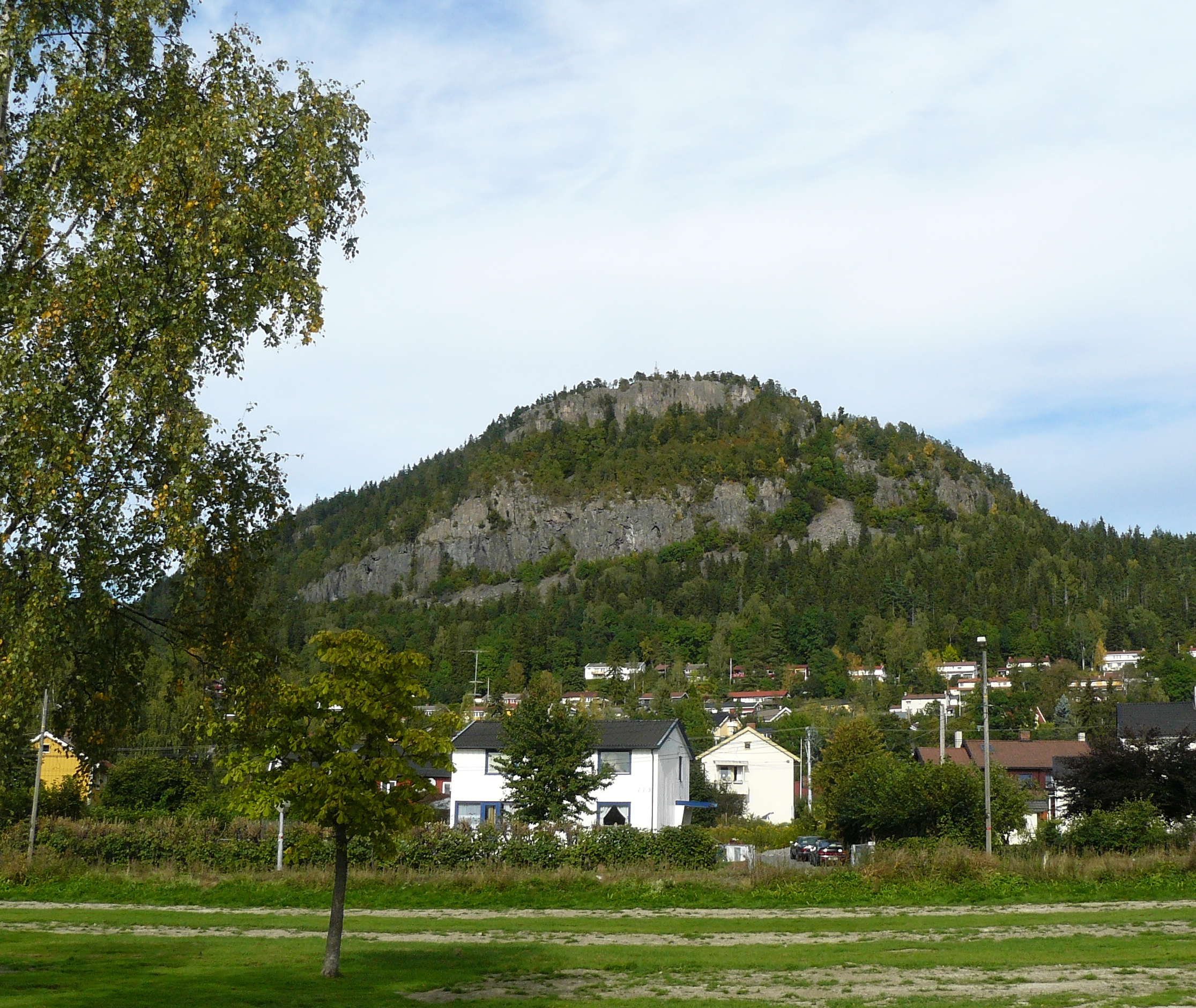
La colline en 2007.

Kolsås est une localité et une colline dans la municipalité de Bærum dans le comté d'Akershus, en Norvège. Le nom Kolsås, souvent orthographié Kolsaas en français, vient de kol (charbon) et ås (colline). Le mont Kolsås est constitué de deux sommets : celui du nord culmine à 387 mètres d'altitude, alors que celui du sud est à 342 m d'altitude. Le mont Kolsås est un domaine de randonnée prisé. Le chemin vers le sommet du Sud est raide dans la partie supérieure. Il est accessible par des escaliers et des rampes.
De 1982 à 1994, la localité de Kolsås a accueilli le Allied Forces Northern Europe (en), le quartier général de l'OTAN pour l'Europe du Nord.
Une série de peintures du mont Kolsås, peinte par Claude Monet en 1895, a immortalisé le lieu. L'une de ces toiles est exposée à Paris au musée d'Orsay, une autre au musée Marmottan Monet. Le tableau Sandvika, Norvège est quant à lui conservé à l'Art Institute of Chicago, à Chicago.